# Celaena dolia
Celaena dolia är en fjärilsart som beskrevs av Rudolf Püngeler 1902. Celaena dolia ingår i släktet Celaena och familjen nattflyn. Inga underarter finns listade i Catalogue of Life.